# Сен, Мринал
Мринал Сен (бенг. মৃণাল সেন, англ. Mrinal Sen; 14 мая 1923, Фаридпур — 30 декабря 2018, Калькутта) — индийский кинорежиссёр

 и сценарист, снимавший с основном фильмы на бенгальском языке. Является одним из представителей «параллельного кино» Индии, в отличие от фильмов Болливуда показывающего жизнь в реалистичной манере и затрагивающего острые социальные проблемы.
За вклад в развитие кинематографа награждён третьей высшей правительственной наградой Падма Бхушан и высочайшей индийской кинематографической премией имени Дадасахеба Фальке. Семь раз удостаивался Национальной кинопремии как лучший режиссёр и сценарист.

## Биография
Мринал Сен родился 14 мая 1923 года в Фаридпуре. Его семья была среднего достатка; она поддерживала антиимперские настроения, отвергала кастовую иерархию и религиозный обскурантизм. Учился в Калькутте, изучал физику в Scottish Church College, а затем продолжил учёбу в Калькуттском университете. Сен со студенческих лет сблизился с Коммунистической партией Индии, но никогда не был её членом. После окончания учёбы пробовал свои силы в медицине, журналистике и лишь затем пришел в кинематограф. Некоторое время занимал должность звукового техника на Калькуттской киностудии.

## Карьера
Свой первый фильм «Перед рассветом» снял в 1955, где в главной роли сыграл ещё не достигший звездного статуса Уттам Кумар. До наших дней картина не сохранилась, а сам Мринал Сен расценивал её как катастрофический провал.
Успех пришел к нему лишь с третьей лентой «День свадьбы» (1960), который обеспечил ему международную известность, и укрепился после фильма «Бхуван Шом» (1969), снятого при государственной поддержке. «Бхуван Шом» стал одним из первых фильмов, относящихся у движению «Новое кино» в Индии. Это был также первый успех после череды из пяти провалов. Фильм принес Мриналу Сену его первую Национальную кинопремию за лучшую режиссуру.
Его следующие несколько фильмов были открыто политическими. На этом этапе творчества он получил большую часть своих международных наград. Его фильмы четырежды удостаивались Национальной кинопремии за лучший художественный фильм. Свой последний фильм Сен снял в 2002 году в возрасте 80-ти лет. В 2004 году он завершил автобиографию Always Being Born.

## Фильмография
| Год выхода | Русское название         | Оригинальное название | Сферы деятельности | Сферы деятельности | Сферы деятельности | Примечания |
| Год выхода | Русское название         | Оригинальное название | Режиссёр           | Продюсер           | Сценарист          | Примечания |
| ---------- | ------------------------ | --------------------- | ------------------ | ------------------ | ------------------ | --- |
| 1955       | Перед Рассветом          | Raat Bhore            | Да                 |                    | Да                 | |
| 1958       | Под голубым небом        | Neel Akasher Neechey  | Да                 |                    | Да                 | |
| 1960       | День свадьбы             | Baishey Shravana      | Да                 |                    | Да                 | |
| 1961       | Послесловие              | Punascha              | Да                 | Да                 | Да                 | |
| 1965       | Высоко за облаками       | Akash Kusum           | Да                 |                    | Да                 | |
| 1969       | Бхуван Шом               | Bhuvan Shome          | Да                 | Да                 | Да                 | Национальная кинопремия за лучшую режиссуру                                                                      |
| 1971       | Собеседование            | Interview             | Да                 | Да                 | Да                 | |
| 1972       | Калькутта 71             | Calcutta 71           | Да                 |                    | Да                 | |
| 1973       | Стрелок / Рядовой        | Padatik               | Да                 | Да                 | Да                 | |
| 1975       | Хор                      | Chorus                | Да                 | Да                 | Да                 | Серебряная медаль ММКФ                                                                                           |
| 1977       | Королевская охота        | Mrigayaa              | Да                 |                    | Да                 | Filmfare Award за лучший фильм по мнению критиков                                                                |
| 1977       | Маргиналы                | Oka Oori Katha        | Да                 |                    |                    | специальная премия жюри МКФ в Карловых Варах                                                                     |
| 1979       | Тихий день начинается    | Ek Din Pratidin       | Да                 | Да                 | Да                 | Национальная кинопремия за лучшую режиссуру                                                                      |
| 1979       | Парашурам                | Parasuram             | Да                 |                    | Да                 | премия Берлинского МКФ, Серебряная медаль ММКФ                                                                   |
| 1981       | Анатомия голода          | Akaler Sandhane       | Да                 |                    | Да                 | Национальная кинопремия за лучшую режиссуру, две премии Берлинского МКФ                                          |
| 1981       | Калейдоскоп              | Chalchitra            | Да                 |                    | Да                 | |
| 1982       | Судебное дело прекращено | Kharij                | Да                 |                    | Да                 | премия жюри Каннского МКФ, Золотой колос МКФ в Вальядолиде                                                       |
| 1984       | Руины                    | Khandhar              | Да                 |                    | Да                 | Национальная премия за лучшую режиссуру, Золотой Хьюго Чикагского МКФ, специальная премия жюри Монреальского МКФ |
| 1985       | Генезис                  | Genesis               | Да                 |                    | Да                 | |
| 1989       | День наступил            | Ek Din Achanak        | Да                 |                    | Да                 | почётное упоминание на Венецианском МКФ                                                                          |
| 1989       | Городская жизнь          | City Life             | Да                 |                    |                    | |
| 1994       | Безысходность            | Antareen              | Да                 |                    |                    | |
| 2002       | Моя земля                | Aamaar Bhuvan         | Да                 |                    |                    | Серебряная пирамида лучшему режиссёру на Каирском МКФ                                                            |

## Признание
Получил широкое национальное и мировое признание. Входил в жюри Берлинского (1982) и Венецианского (1996) МКФ. Обладатель высшей национальной кинематографической премии имени Дадасахеба Фальке (2005). Был назначен почётным членом Верхней палаты Парламента Индии (1998—2003). Почётный доктор ряда университетов Индии, включая alma mater. О Мринале Сене было также снято несколько документальных фильмов.

## Награды
- Орден «Падма Бхушан» (Индия, 1981)[4][7]
- Командор Ордена Искусств и литературы (Франция, 1985)[4]
- Орден Дружбы (25 сентября 2000 года, Россия) — за большой вклад в развитие российско-индийских отношений и укрепление дружбы между народами Российской Федерации и Республики Индии[8].